# وادي الحمة 27
وادي الحمة 27 هو موقع أثري يعود إلى العصر الحجري الحديث المتأخر ويقع في منطقة طبقة فحل (بيلا) في الأردن . وهي تتكون من بقايا مستوطنة كبيرة يعود تاريخها إلى العصر النطوفي المبكر ، أي منذ حوالي 14500 إلى 14000 سنة.

## الثقافة
كان شعب الثقافة النطوفية من البدو الرحل الباحثين عن الطعام، ولكن في وادي الحمة 27 قاموا ببناء مساكن كبيرة ومتينة تم صيانتها وإعادة السكن فيها بشكل مستمر على مدى أجيال عديدة. لذلك يفسر منقبو الموقع هذا الموقع على أنه "معسكر أساسي" كبير وسابق للقرى المستقرة الأولى التي أنشئت في المنطقة في فترة العصر الحجري الحديث ما قبل الفخار.

## قراءة إضافية
- Edwards, Phillip C., ed. (2013). Wadi Hammeh 27: an Early Natufian Settlement at Pella in Jordan (بالإنجليزية). Leiden: Brill. ISBN:978-90-04-23609-7.

## روابط خارجية
- صور وادي الحمة في المركز الأمريكي للأبحاث